# Roè Volciano
Roè Volciano là một đô thị thuộc tỉnh Brescia trong vùng Lombardia ở Ý. Đô thị này có diện tích 5 kilômét vuông, dân số 4174 người.
Đô thị này giáp với các đô thị sau: Gavardo, Salò, Villanuova sul Clisi, Vobarno.